# زهبدی
زهبدی، روستایی در دهستان جکدان بخش مرکزی شهرستان بشاگرد در استان هرمزگان ایران است.

## جمعیت
بر پایه سرشماری عمومی نفوس و مسکن در سال ۱۳۹۵، جمعیت این روستا برابر با ۱۱۸ نفر (۳۴ خانوار) بوده‌است.